# Bank of Singapore
Bank of Singapore es un banco basado en la banca privada de la Corporación Bancaria de Oversea-Chino. Anteriormente conocido como ING Asia Private Bank, fue adquirido por OCBC en 2009 a ING Group por 1463 millones de dólares.

## Historia
El banco se formó en 2010 mediante la adquisición de ING Asia Private Bank por parte de OCBC en 2009, como resultado del plan de reestructuración de ING, tras el rescate del Gobierno del Grupo ING en 2008, Su sede actual, es en Market Street, se abrió oficialmente en junio de 2011. Desde entonces, el banco ha estado fortaleciendo su posición en la región de Asia-Pacífico.
En abril de 2016, OCBC Bank anunció que el banco de Singapur, su filial de la banca privada, había adquirido el negocio de la gerencia de la abundancia y de la inversión de Barclays en Singapur y Hong Kong. La transacción se completó en noviembre de 2016, con trece mil dólares de activos transferidos al Banco de Singapur.
Se asoció con el Wealth Management Institute y la Universidad Tecnológica de Nanyang para lanzar un diploma avanzado en el programa de Banca Privada para sus banqueros privados en mayo de 2016. Se sitúa entre los pocos bancos privados con sede en Singapur para ofrecer a sus banqueros un conjunto holístico de Programas de capacitación que cumplan con el espectro completo de los estándares.
En octubre de 2016, anunció que se referirá a sus clientes al banco, ya que cesa sus operaciones en Singapur. Es una filial del tercer banco más grande de Alemania, DZ Bank AG.
En noviembre de 2016, el Banco de Singapur recibió la aprobación regulatoria para operar una sucursal en el Centro Financiero Internacional de Dubái, obtiene licencia para operar sucursal en el Centro Financiero. La puesta en marcha de la sucursal permite ofrecer una gama completa de soluciones de banca privada personalizadas, incluyendo la inversión. 

## Servicios
El banco ofrece servicios personalizados de administración de patrimonio, inversión y préstamos, además de los servicios bancarios generales proporcionados por su banco matriz, OCBC. También ofrece análisis financieros en áreas financieras tales como acciones internacionales y servicios de planificación patrimonial.